# Чирпански възвишения
Чирпанските възвишения са възвишения в най-южната част на Сърнена Средна гора, на територията на Област Стара Загора, северно от Чирпан.
Възвишенията се издигат северно от град Чирпан между долините на левите притоци на Марица – Омуровска река (на запад) и Сазлийка (на изток). На север долините на малките реки Калфенска (от басейна на Омуровска река) и Чаталка (десен приток на Сазлийка) ги отделят от Сърнена гора, а на югозапад, юг и югоизток склоновете им постепенно потъват в Горнотракийската низина. Дължината им от запад на изток е около 20 km, а ширина от север на юг – до 15 km. Максимална височина е връх Китката (650,4 m), издигащ се на 2,5 km северозападно от село Средно градище.
Изградени са предимно от мергелно-варовити скали и имат силно разчленен релеф. Климатът е преходно-континентален с мека зима, с краткотрайна снежна покривка и топло лято. От Чирпанските възвишения водят началото си няколко леви притока на Марица – Текирска, Старата река, Меричлерска и Мартинка. Почвите са предимно канелени горски. Малки участъци са покрити от дъбови гори, но като цяло са обезлесени. Общирните пасища предполагат развитие на животновъдството. Идеални условия за развитие на лозарството.
Във възвишенията и по техните склонове са разположени 13 села:Държава Братя Даскалови, Винарово, Голям дол, Изворово, Могилово, Найденово, Ракитница, Рупките, Спасово, Средно градище, Стоян-Заимово, Съединение и Яворово.
От север на юг, между селата Съединение и Спасово, на протежение от 15,1 km, преминава участък от третокласен път № 608 Казанлък – Съединение – Чирпан. В отсечката между селата Средногорово и Пъстрово трасето не е изградено и представлява горски (полски) път.

## Топографска карта
- Лист от карта K-35-51. Мащаб: 1 : 100 000.
- Лист от карта K-35-63. Мащаб: 1 : 100 000.